# حسن أبو علة
حسن أبو علة، شاعر سعودي من منطقة جازان، ويلقب بأبو علة، واسمه حسن بن علي بن أحمد أبو عامرية.

## سيرته
ولد الشاعر حسن أبو عامرية عام 1360 هـ الموافق 1941 في بيش التابعة لمنطقة جازان جنوب المملكة العربية السعودية، حفظ أبو علة القرآن الكريم صغيرًا، ودرس بعدها مباديء الفقه، ثم التحق بالمدرسة السلفية في بيش، ثم التحق بعدها بالتعليم النظامي وحصل على الشهادة الابتدائية عام 1378 هـ، التحق بعدها بالمدرسة المتوسطة ثم الثانوية في جازان وحصل على الشهادة الثانوية عام 1385 هـ، والتحق بكلية الآداب جامعة الملك سعود بالرياض وتخرج من قسم اللغة العربية عام 1389 هـ، ثم حصل على دبلوم في التربية وعلم النفس عام 1392 هـ. عمل أبو علة مدرسًا بالتعليم الابتدائي والمتوسط والثانوي. كان مؤسس نادي بيش في عام 1384هـ، وكان يسمي نادي زحل (نادي بيش حالياً) .

## شاعريته
" شعره كثير، ولم ينشر منه سوى قليل في الصحافة، وانفردت صحيفة الندوة بنشر أكثره، عزف عن إخراج شعره في ديوان، وشعره جدير بذلك.
شارك في أمسيات شعرية، وفعاليات ثقافية في أندية جازان وأبها، والمهرجان الوطني للتراث والثقافة بالجنادرية، أكثر من مرة، ومثّل المملكة في مهرجان الشعر في قطر سنة 1414هـ (1994م)، وله طريقة إلقاء للشعر مميزة، بل وآسرة تمتلك المتلقي، وقد حظيت قصيدته "الناي" -آلة الراعي- التي ألقاها في ملتقى أبها الثقافي والأدبي صيف سنة 1412هـ (1992م) بإعجاب الحاضرين، واهتمام الصحافة، وتحدث عنها عدد كبير من النقاد، وأعادها التلفاز السعودي كثيرًا".